# Polystichum takaosanense
Polystichum takaosanense är en träjonväxtart som beskrevs av Kurata. Polystichum takaosanense ingår i släktet Polystichum och familjen Dryopteridaceae. Inga underarter finns listade.